# 아제르바이잔의 세계유산

아제르바이잔의 세계유산은 유네스코에서 지정한 아제르바이잔의 세계유산이다. 아제르바이잔은 3건의 문화유산을 보유하고 있다.

## 목록

### 문화유산
| No. | 사진 | 등록명                                          | 소재지   | 등록년도 | 등록기준 | 유네스코 지정번호 | 비고 |
| 1   |      | 시르반샤 궁전과 메이든 탑이 있는 바쿠 성곽 도시 | 바쿠     | 2000년   | (ⅳ)      | 958               |      |
| 2   |      | 고부스탄 암각화 문화 경관                       | 압셰론구 | 2007년   | (ⅲ)      | 1076              |      |
| 3   | 미선 | 셰키 역사 지구와 칸의 궁전                      | 셰키     | 2019년   | (ⅱ), (ⅴ) | 1549              |      |

## 지역별 분포
문화유산
 자연유산
 복합유산